# Park Joo-ho
Park Joo-ho (kor. 박주호; ur. 16 stycznia 1987 w Seulu) – były południowokoreański piłkarz występujący na pozycji obrońcy m.in. w niemieckim klubie Borussia Dortmund oraz w reprezentacji Korei Południowej. W swojej karierze grał także w takich zespołach jak Mito HollyHock, Kashima Antlers, Júbilo Iwata, FC Basel oraz 1. FSV Mainz 05.